# John Fleck (voetballer)
John Alan Fleck (Glasgow, 24 augustus 1991) is een Schots voetballer die als centrale middenvelder speelt. Hij verruilde Coventry City in juli 2016 voor Sheffield United.

## Clubcarrière
Fleck werd geboren in Glasgow en stroomde door vanuit de jeugdopleiding van Glasgow Rangers in 2007. Een jonge Fleck kwam echter amper aan spelen toe bij zijn jeugdclub en zijn doorbraak bleef dientengevolge uit. Fleck verliet het Ibrox Stadium uiteindelijk in de zomer van 2012. Tussendoor werd hij door Rangers verhuurd aan Blackpool in 2012, waarvoor hij zeven keer aantrad in het Championship, de Engelse tweede divisie. Fleck speelde 41 competitiewedstrijden in de hoofdmacht van Glasgow Rangers en scoorde twee doelpunten. In juli 2012 tekende Fleck een contract bij League One-club oftewel derdeklasser Coventry City, waar de Schot voor het eerst als onmisbaar werd geacht op het middenveld. In totaal speelde hij 182 wedstrijden voor Coventry in alle competities en scoorde acht keer.
Zijn prestaties werden opgemerkt door tweedeklasser Sheffield United. Fleck werd een belangrijke pion en onder trainer Chris Wilder promoveerde hij met de club naar de Premier League aan het einde van het seizoen 2018/2019. Fleck, een vaste waarde centraal op het middenveld, verraste met Sheffield United door een onverwachte seizoensstart. In december 2019, na 17 speeldagen, stond de club op een gedeelde vijfde plaats met Manchester United, een stek die een Europees ticket garandeert – ze geeft recht op deelname aan de UEFA Europa League. Op 14 december 2019 scoorde Fleck twee keer tegen staartploeg Aston Villa, tevens de enige twee doelpunten van een thuiswedstrijd op Bramall Lane. Fleck wordt of werd door Wilder doorgaans gekoppeld aan Oliver Norwood en vormt daarnaast een tandem met John Lundstram op het middenveld. Dit waren combinaties die tijdens de eerste seizoenshelft succesvol bleken voor Sheffield United, dat nagenoeg geheel uit Britse spelers bestaat.

## Interlandcarrière
Fleck speelde in de jeugd voor Schotland U21 en debuteerde op 10 oktober 2019 voor de nationale ploeg tegen Rusland, een zware 4–0 nederlaag.